# Mintho rufiventris
Mintho rufiventris is een vliegensoort uit de familie van de sluipvliegen (Tachinidae). De wetenschappelijke naam van de soort is voor het eerst geldig gepubliceerd in 1817 door Fallen.
De vlieg parasiteert de rupsen van de tweelijnmot en de maïsboorder.